# Vella, Graubünden
Vella (föråldrad tysk stavning: Villa) är en ort och tidigare kommun i regionen Surselva i kantonen Graubünden, Schweiz. Kommunen blev 2013 en del av den nya kommunen Lumnezia. Vella är centralorten i Lumnezia.